# Гогитидзе, Мерием Шукриевна
Мерием Шукриевна Гогитидзе (1924 год, село Хуцубани, АССР Аджаристан, ССР Грузия — 1994 год, село Хуцубани, Кобулетский муниципалитет, Грузия) — колхозница колхоза имени Ленина Хуцубанского сельсовета Кобулетского района, Аджарская АССР, Грузинская ССР. Герой Социалистического Труда (1949).

## Биография
Родилась в 1924 году в крестьянской семье в селе Хуцубани Кобулетского района (сегодня — Кобулетский муниципалитет). Окончила местную сельскую школу. С 1940 года трудилась рядовой колхозницей на чайной плантации колхоза имени Ленина Кобулетского района с усадьбой в селе Хуцубани.
В течение нескольких лет показывала выдающиеся трудовые результате в чаеводстве. В 1948 году собрала 6233 килограмм чайного листа на участке на участке площадью 0,5 гектара. Указом Президиума Верховного Совета СССР от 29 августа 1949 года удостоена звания Героя Социалистического Труда за «получение высоких урожаев сортового зелёного чайного листа и цитрусовых плодов в 1948 году» с вручением ордена Ленина и золотой медали «Серп и Молот» (№ 4625).
Этим же Указом званием Героя Социалистического Труда были также награждены труженицы совхоза имени Ленина Эмина Меджидовна Гогитидзе, Гулварди Хасановна Немсадзе, Бесире Нуриевна Ногаидели, Этери Мамедовна Ногайдели, Мерико Мурадовна Мжанавадзе и Мерико Хасановна Отиашвили.
В последующие годы трудилась специалистом в местной сельской администрации.
Проживала в родном селе Хуцубани Кобулетского муниципалитета. Умерла в 1994 году.
Награды
- Герой Социалистического Труда
- Орден Ленина
- Орден Трудового Красного Знамени (19.07.1950)